# Hit Mania
Hit Mania è una serie di album che raccolgono brani pop e dance interpretati da vari artisti.
Si tratta di una delle raccolte più conosciute fra quelle comprendenti brani di successo del momento, inclusi diversi "tormentoni".
La prima raccolta, intitolata Hit Mania Dance, venne pubblicata all'inizio del 1994, e conteneva 24 tracce, la prima delle quali era The Rhythm of the Night di Corona.
Nel 1995 il successo riscosso porta alla pubblicazione di Hit Mania Dance Estate 1995, la prima raccolta estiva.
Nata come compilation strettamente eurodance, in seguito alla crisi del genere, nel 2005, si è orientata verso il pop e la house, cominciandosi a chiamare solamente "Hit Mania", senza la precisazione "Dance".
Nel 2020 incomincia a pubblicare nuove edizioni promuovendo DJ emergenti oltre a svariate Hits del momento acquisendo la definizione "New Talent".
Nel 2021, visto l'afflusso di successi Dance e House, ritorna alle origini reintroducendo nel suo nome la precisazione "Dance".

## Album Hit Mania
- Hit Mania Dance (1994)
- Hit Mania Dance 2 (1994)
- Hit Mania Dance 3 (1995)
- Hit Mania Dance Estate 1995
- Hit Mania Dance 1996
- Hit Mania Dance Flowers 1996
- Hit Mania Dance Estate 1996
- Hit Mania Dance 1997
- Hit Mania Dance Estate 1997
- Hit Mania Dance 1998
- Hit Mania Dance Estate 1998
- Hit Mania Dance 1999
- Hit Mania Dance Champions 1999
- Hit Mania Dance Estate 1999
- Hit Mania Dance 2000
- Hit Mania Dance Champions 2000
- Hit Mania Dance Estate 2000
- Hit Mania Dance 2001
- Hit Mania Dance Champions 2001
- Hit Mania Dance Estate 2001
- Hit Mania Dance 2002
- Hit Mania Dance Champions 2002
- Hit Mania Dance Estate 2002
- Hit Mania Dance 2003
- Hit Mania Dance Champions 2003
- Hit Mania Dance Estate 2003
- Hit Mania Dance 2004
- Hit Mania Dance Champions 2004
- Hit Mania Dance Estate 2004
- Hit Mania Dance 2005
- Hit Mania Champions 2005
- Hit Mania Estate 2005
- Hit Mania 2006
- Hit Mania Champions 2006
- Hit Mania Estate 2006
- Hit Mania 2007
- Hit Mania Champions 2007
- Hit Mania Estate 2007
- Hit Mania 2008
- Hit Mania Champions 2008
- Hit Mania Estate 2008
- Hit Mania 2009
- Hit Mania Champions 2009
- Hit Mania Estate 2009
- Hit Mania 2010
- Hit Mania Champions 2010
- Hit Mania Estate 2010
- Hit Mania 2011
- Hit Mania Champions 2011
- Hit Mania Estate 2011
- Hit Mania 2012
- Hit Mania Champions 2012
- Hit Mania Estate 2012
- Hit Mania 2012 Special Edition
- Hit Mania 2013
- Hit Mania Champions 2013
- Hit Mania Spring 2013
- Hit Mania Estate 2013
- Hit Mania Special Edition 2013
- Hit Mania 2014
- Hit Mania Champions 2014
- Hit Mania Spring 2014
- Hit Mania Estate 2014
- Hit Mania 2014 Special Edition
- Hit Mania 2015
- Hit Mania Champions 2015
- Hit Mania Spring 2015
- Hit Mania Estate 2015
- Hit Mania Special Edition 2015
- Hit Mania 2016
- Hit Mania Champions 2016
- Hit Mania Spring 2016
- Hit Mania Estate 2016
- Hit Mania Special Edition 2016
- Hit Mania 2017
- Hit Mania Champions 2017
- Hit Mania Spring 2017
- Hit Mania Estate 2017
- Hit Mania Special Edition 2017
- Hit Mania 2018
- Hit Mania Champions 2018
- Hit Mania Spring 2018
- Hit Mania Estate 2018
- Hit Mania 2019
- Hit Mania Champions 2019
- Hit Mania Estate 2019
- Hit Mania 2020
- Hit Mania Estate 2020
- Hit Mania Dance 2021 New Talent
- Hit Mania Dance Estate 2021
- Hit Mania Dance 2022 New Talent
- Hit Mania Dance Champions 2022
- Hit Mania Dance Estate 2022
- Hit Mania Dance 2023 New Talent